# Cauaca
Cauaca es una localidad, comisaría del municipio de Temax en el estado de Yucatán localizado en el sureste de México.

## Toponimia
El nombre (Cauaca) proviene del idioma maya.

## Demografía
Según el censo de 2005 realizado por el INEGI, la población de la localidad era de 7 habitantes.
| 240                         | 309 | 183 | 183 | 137 | 82 | 72 | 105 | 31 | ? | ? | ? | 7 |
| (Fuente: INEGI [Consultar]) |     |     |     |     |    |    |     |    |   |   |   |   |

## Galería

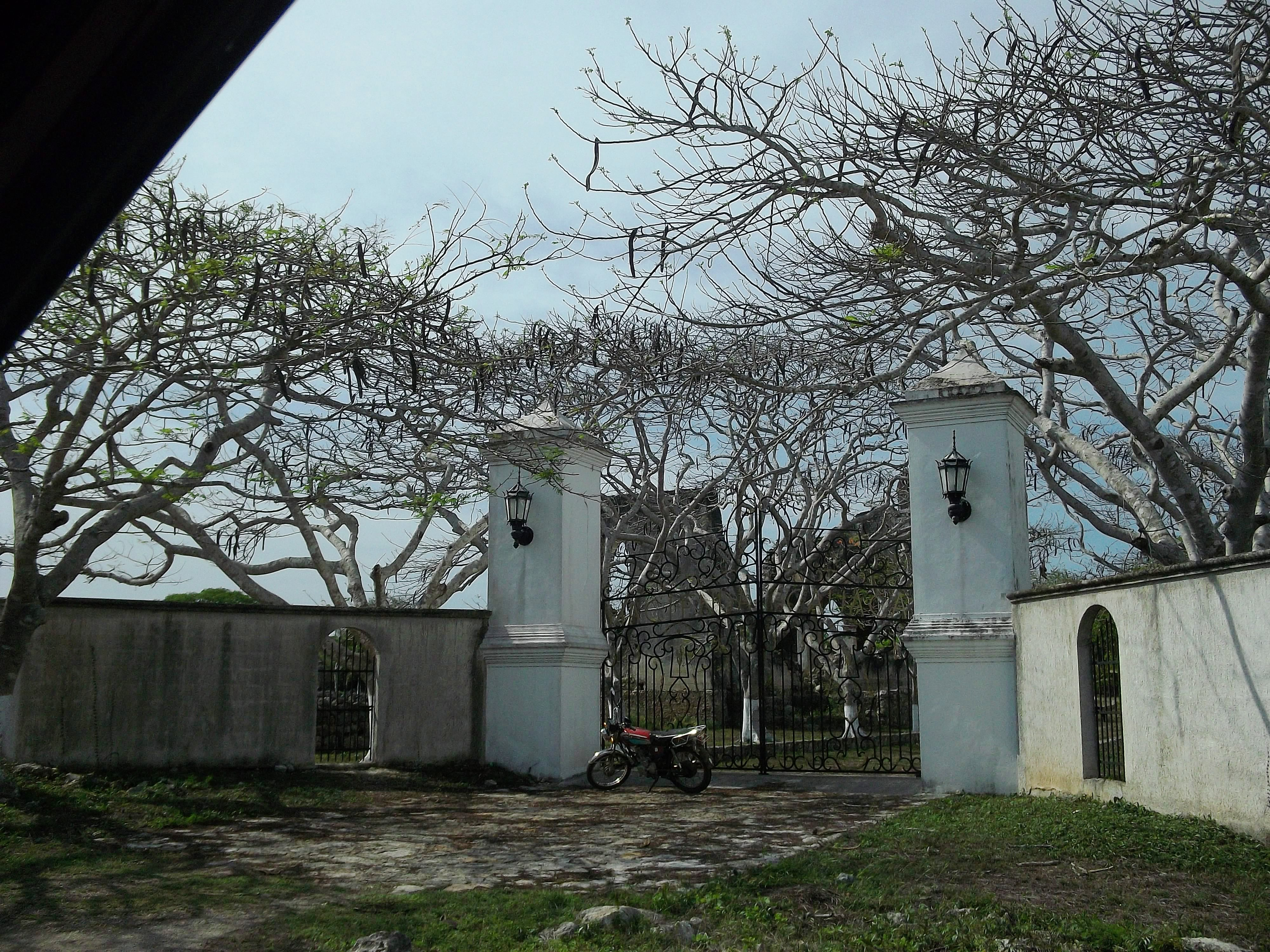
Entrada de la hacienda Cauaca.
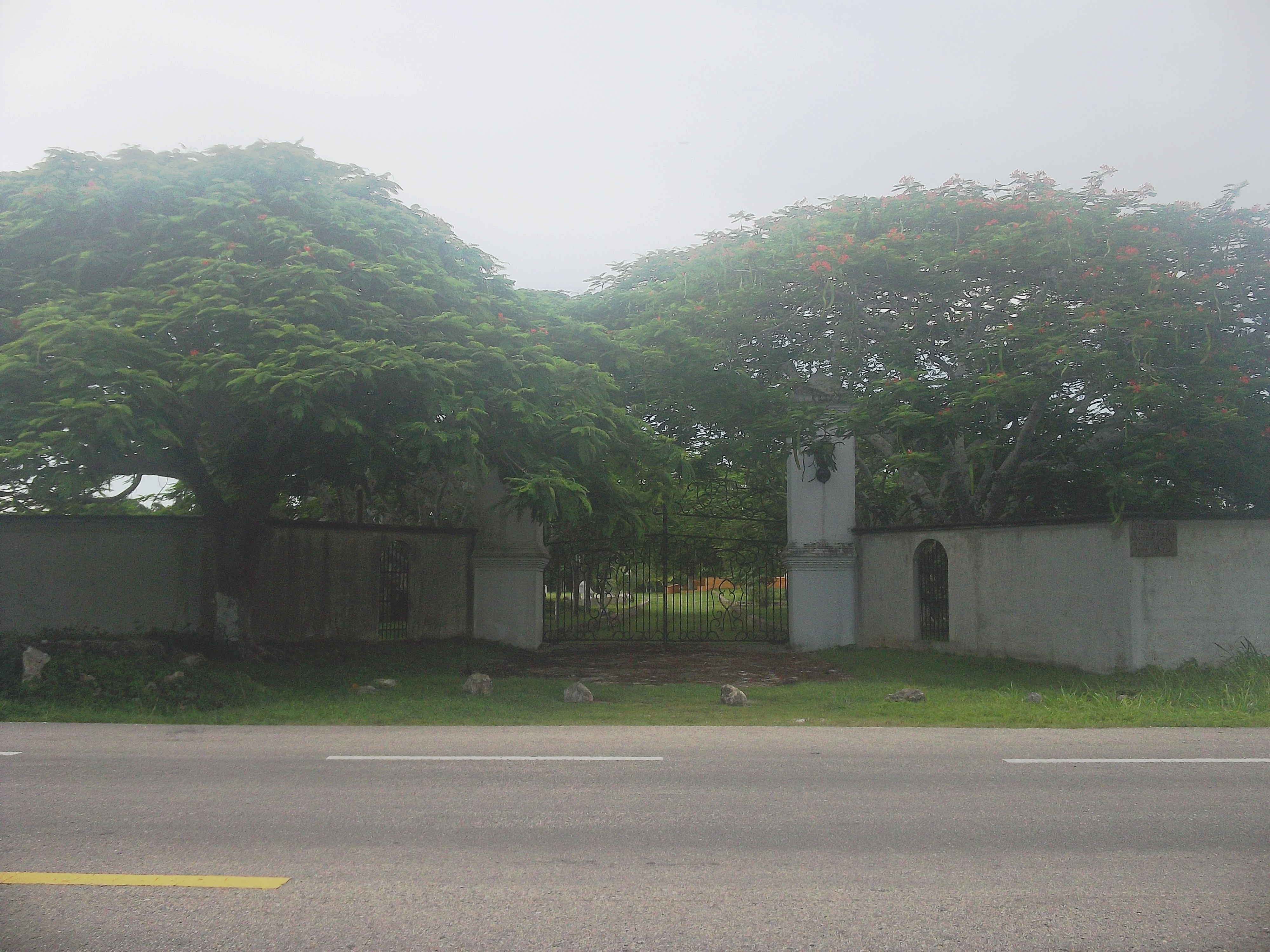
Entrada de la hacienda Cauaca.
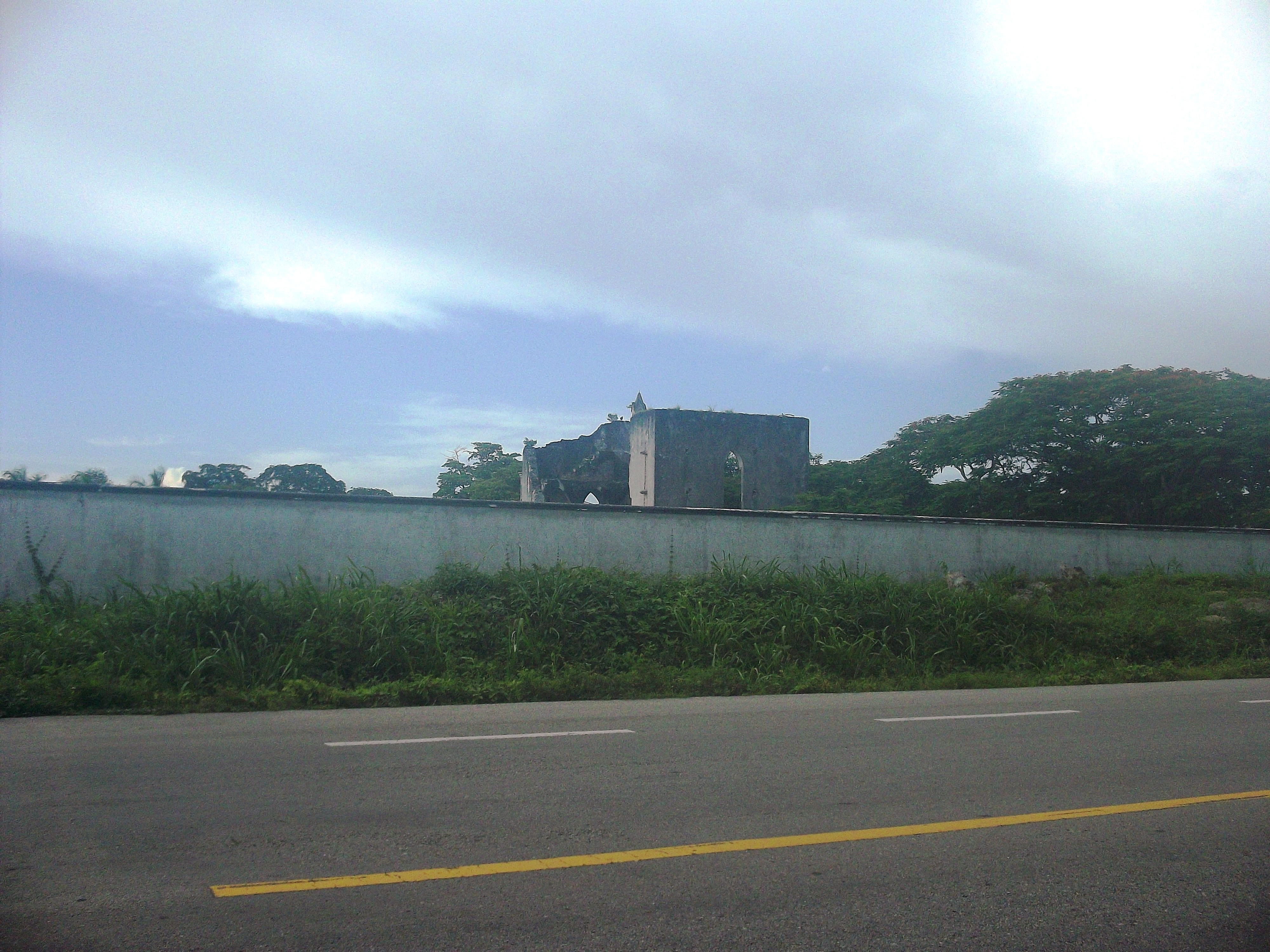
Iglesia de la hacienda Cauaca.